# Weltmeisterin im Schnellschach

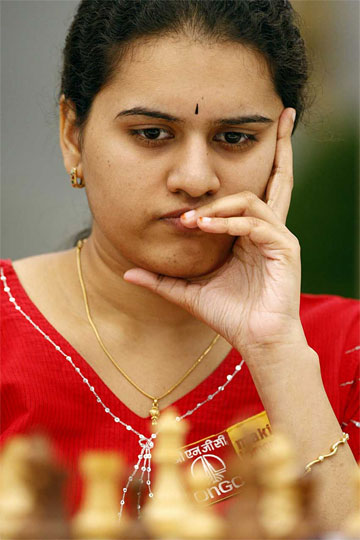
K. Humpy

Die Weltmeisterin im Schnellschach wird alljährlich vom Weltschachbund FIDE in gemeinsam organisierten Turnieren zusammen mit der Weltmeisterin im Blitzschach ermittelt; die für alle offenen Turniere sind die entsprechende Schnellschach-WM bzw. Blitzschach-WM.
Im Jahr 1992 wurde erstmals eine Weltmeisterschaft exklusiv für Frauen ausgetragen. Erst 20 Jahre später folgte 2012 die nächste Austragung einer Weltmeisterschaft, ehe diese seit 2014 durch die FIDE organisiert wird. Seit 2016 finden diese gemeinsam mit der offenen Weltmeisterschaft statt.
Amtierende Weltmeisterin ist K. Humpy.
| Veranstaltung                         | Jahr | Ort              | Weltmeisterin        | Zahl der Teilnehmer | Turnier-Modus              | Ergebnis-Kurzfassung                                                                          |
| ------------------------------------- | ---- | ---------------- | -------------------- | ------------------- | -------------------------- | --------------------------------------------------------------------------------------------- |
| Women’s World Rapid Championship      | 1992 | Budapest         | Zsuzsa Polgár        |                     | Schweizer System 15 Runden | 1. Zsuzsa Polgár: 12; 2. Zsófia Polgár: 11,5; 3. Tschiburdanidse: 11,5; 4. Judit Polgár: 11,5 |
| Women’s World Rapid Championship      | 2012 | Batumi           | Antoaneta Stefanowa  | 50                  | Schweizer System 11 Runden | 1. Stefanowa: 8,5; 2. Kostenjuk: 8; 3. Humpy: 8                                               |
| FIDE-Schnellschach- Weltmeisterschaft | 2014 | Chanty-Mansijsk  | Jekaterina Lagno     | 34                  | Schweizer System 15 Runden | 1. Lagno: 10,5; 2. Kostenjuk: 10,5; 3. Girja: 10 Entscheidung im Play-off                     |
| FIDE-Schnellschach- Weltmeisterschaft | 2016 | Doha             | Anna Musytschuk      | 34                  | Schweizer System 12 Runden | 1. Musytschuk: 9,5; 2. Kostenjuk: 8,5; 3. Dsagnidse: 8                                        |
| FIDE-Schnellschach- Weltmeisterschaft | 2017 | Riad             | Ju Wenjun            | 100                 | Schweizer System 15 Runden | 1. Ju: 11,5; 2. Lei: 11; 3. Pähtz: 10,5                                                       |
| FIDE-Schnellschach- Weltmeisterschaft | 2018 | Sankt Petersburg | Ju Wenjun            | 123                 | Schweizer System 15 Runden | 1. Ju: 10; 2. Khademalsharieh: 9; 3. Gorjatschkina: 9                                         |
| FIDE-Schnellschach- Weltmeisterschaft | 2019 | Moskau           | K. Humpy             | 122                 | Schweizer System 12 Runden | 1. Humpy: 9; 2. Lei: 9; 3. Atalık: 9 Entscheidung im Play-off                                 |
| FIDE-Schnellschach- Weltmeisterschaft | 2021 | Warschau         | Alexandra Kostenjuk  | 103                 | Schweizer System 11 Runden | 1. Kostenjuk: 9; 2. Assaubajewa: 8,5; 3. Gunina: 8                                            |
| FIDE-Schnellschach- Weltmeisterschaft | 2022 | Almaty           | Tan Zhongyi          | 98                  | Schweizer System 11 Runden | 1. Tan: 8,5; 2. Säduaqassowa: 8,5; 3. Savitha Shri B: 8 Entscheidung im Play-off              |
| FIDE-Schnellschach- Weltmeisterschaft | 2023 | Samarqand        | Anastassija Bodnaruk | 117                 | Schweizer System 11 Runden | 1. Bodnaruk: 8,5; 2. Humpy: 8,5; 3. Lei: 8,5 Entscheidung im Play-off                         |
| FIDE-Schnellschach- Weltmeisterschaft | 2024 | New York City    | K. Humpy             | 110                 | Schweizer System 11 Runden | 1. Humpy: 8,5; 2. Ju: 8; 3. Lagno: 8                                                          |